# Departamento Nacional de Obras de Saneamento
O Departamento Nacional de Obras de Saneamento (DNOS), também conhecido como Departamento Nacional de Obras e Saneamento, foi uma autarquia federal brasileira dedicada ao saneamento no país:
A lei n. 248, de 16 de setembro de 1936, criou a Diretoria de Saneamento da Baixada Fluminense, departamento autônomo e diretamente subordinado ao Ministério da Viação e Obras Públicas. O decreto-lei n. 2.367, de 4 de julho de 1940, criou, por transformação daquela diretoria, o Departamento Nacional de Obras de Saneamento (DNOS), entidade autárquica segundo a lei n. 4089, de 13 de julho de 1962. O órgão teve como atribuições fundamentais a execução da política nacional de saneamento ambiental em áreas rurais e urbanas e das obras de irrigação, tendo passado por diversas vinculações, entre as quais aos ministérios do Interior, do Desenvolvimento Urbano e Meio Ambiente e da Agricultura. Pela lei n. 8.029, de 12 de abril de 1990, o DNOS foi extinto, sendo repassadas, pelo decreto n. 9.9451, de 15 de agosto de 1990, várias de suas competências a órgãos do Ministério da Agricultura e Reforma Agrária, Secretaria de Desenvolvimento Regional da Presidência da República e Ministério da Infra-Estrutura.